# Formatge

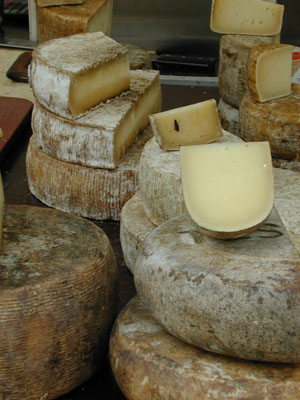
Formatges en un mercat a Basilea, Suïssa

El formatge és un aliment fresc o madurat, sòlid o semisòlid, obtingut per separació del sèrum després de la coagulació de la llet sencera, o bé desnatada totalment o parcialment, de la nata, del sèrum d'elaborar mantega o d'una barreja d'alguns o de tots d'aquests productes per l'acció del quall o altres coagulants apropiats, amb hidròlisi prèvia de la lactosa o sense. La llet més habitual a l'entorn de la Unió Europea és la de vaca, ovella, cabra i búfala.
És la conserva ideal perquè difícilment s'espatlla amb el curs del temps, puix que en assecar-se en milloren les qualitats en relació amb el pes. Hi ha centenars de varietats de formatge. Els seus diferents estils i sabors són el resultat de l'ús de diferents espècies d'eubacteris i floridures, diferents nivells de nata en la llet, variacions en el temps de curació, diferents tractaments en el seu procés i diferents races de vaques, cabres o el mamífer la llet del qual s'usi. Altres factors inclouen la dieta del bestiar i l'addició d'agents saboritzants com herbes, espècies o fumat. Que la llet estigui o no pasteuritzada també afecta el sabor.

## Etimologia
El mot formatge prové del llatí: caseus formaticus que significa formatge (caseus) emmotllat. En l'època romana es va fer famós el terme formaticum entre els legionaris i en alguns idiomes ha sobreviscut aquest terme. Així en francès és fromage i en italià és formaggio. En canvi en altres ha prevalgut el mot caseus, com en el portuguès queijo, en l'alemany Käse o al castellà queso.

## Elaboració

### Preparació de la llet

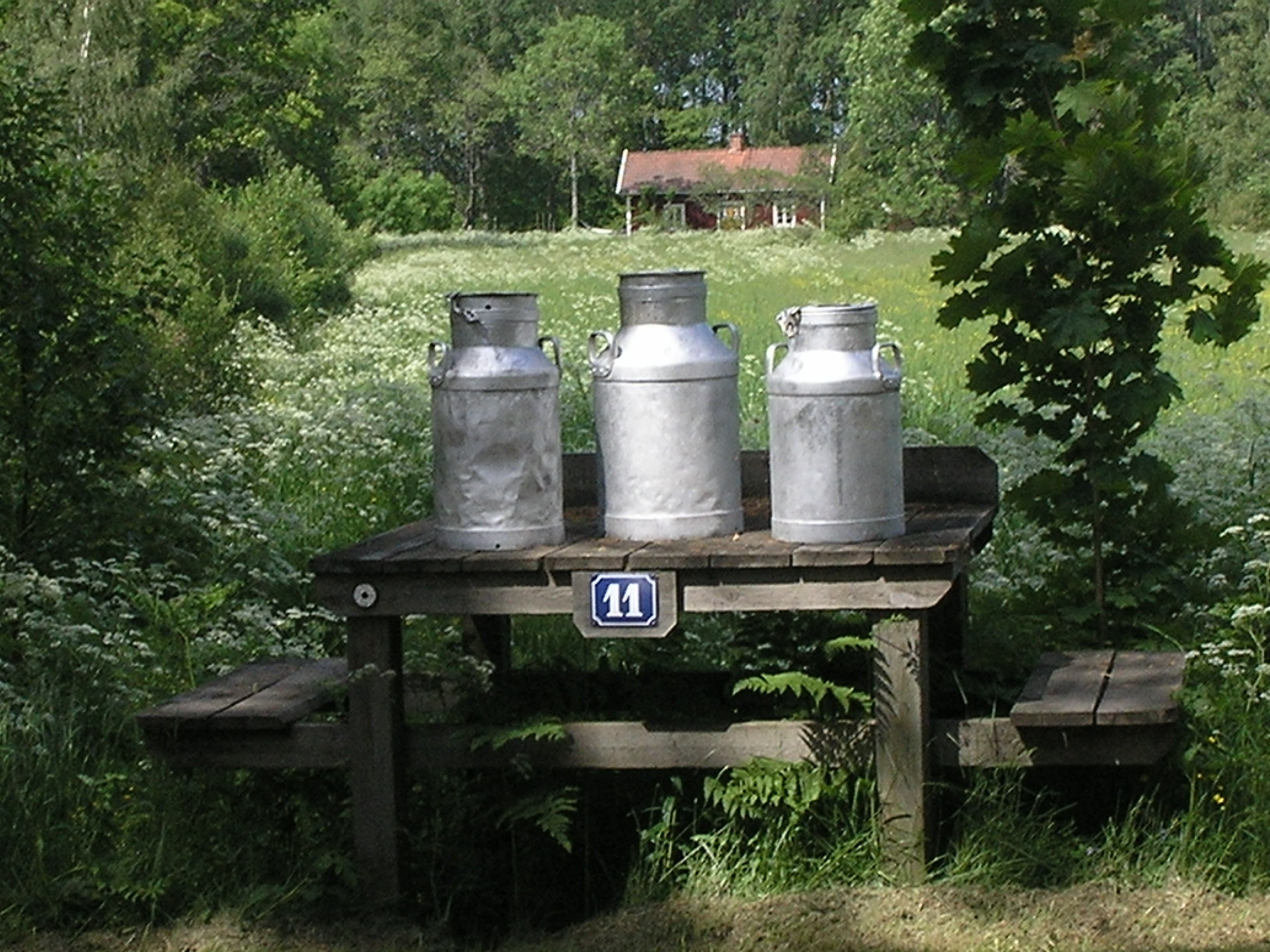
Cantines de llet

La llet crua conté els microorganismes concrets, segons l'ambient de procedència de la llet, que intervindran en els processos de maduració del formatge i, per tant, li conferiran complexitat i singularitat en relació als de la llet pasteuritzada. La llet crua conté les proteïnes i minerals de la forma més adequada perquè la coagulació i els processos posteriors es desenvolupin correctament per donar un formatge amb bona textura.
Malgrat això, la majoria de formatges són elaborats amb llet pasteuritzada per eliminar els microorganismes patògens. La pasteurització s'aconsegueix amb un tractament a temperatures controlades i relativament suaus per tal de destruir-ne els gèrmens patògens sensibles a la calor. Hi ha dos tipus de tractament segons el tipus de formatge que es vol aconseguir posteriorment. Per un madurat, el tractament tèrmic ha de ser el més baix possible (71-72 °C durant 20-15 minuts) per no fer malbé les caseïnes, perdre el menys calci possible i que es desnaturalitzi la mínima quantitat de proteïnes solubles. Les proteïnes solubles són minoritàries a la llet i no es transformen bé durant la maduració. En canvi, per fer un formatge fresc amb llet pasteuritzada, el tractament tèrmic ha de ser més alt (80-85 °C durant uns minuts); d'aquesta manera s'higienitza més la llet i precipiten les proteïnes solubles que donaran més rendiment i millor textura al formatge.
En formatgeria artesana no se sol fer, però la llet també pot ser desnatada o enriquida amb nata.

### Addició de ferments
Els processos de fermentació en els formatges elaborats amb llet crua depenen de la contaminació natural de la llet amb bacteris làctics. En els formatges de llet pasteuritzada, però, cal inocular bacteris làctics seleccionats, de característiques conegudes. La funció principal d'aquests bacteris és la producció d'àcid làctic per mitjà de la fermentació de la lactosa. L'àcid làctic promou la formació i l'extracció del xerigot del mató, evita el creixement en aquest de microorganismes patògens perquè disminueix el pH a uns valors de 5,0-5,2 i li dona un sabor àcid. A més a més aquests bacteris donen lloc a substàncies responsables de l'aroma i contribueixen a la maduració mitjançant la proteòlisi (ruptura de les proteïnes) i la lipòlisi (ruptura dels greixos). Aquests bacteris làctics afegits s'anomenen ferments.
Per a varietats particulars de formatge poden inocular-se altre tipus de microorganismes, com ara fongs (en formatges madurs superficialment (Penicillium camenberti) i en els de pasta blava (Penicillium roqueforti) o bacteris propiònics (productors de l'àcid propiònic i CO₂ responsable de la formació dels ulls en formatges com l'emmentaler).

### Coagulació
El següent pas en l'elaboració del formatge és la coagulació de la llet, que bàsicament es pot fer de dues maneres: amb enzims
(quall) o per acidificació (bacteris làctics). També es pot utilitzar una combinació de les dues. La manera que s'hagi utilitzat per coagular la llet condicionarà el tipus de formatge a elaborar.

#### Coagulació enzimàtica

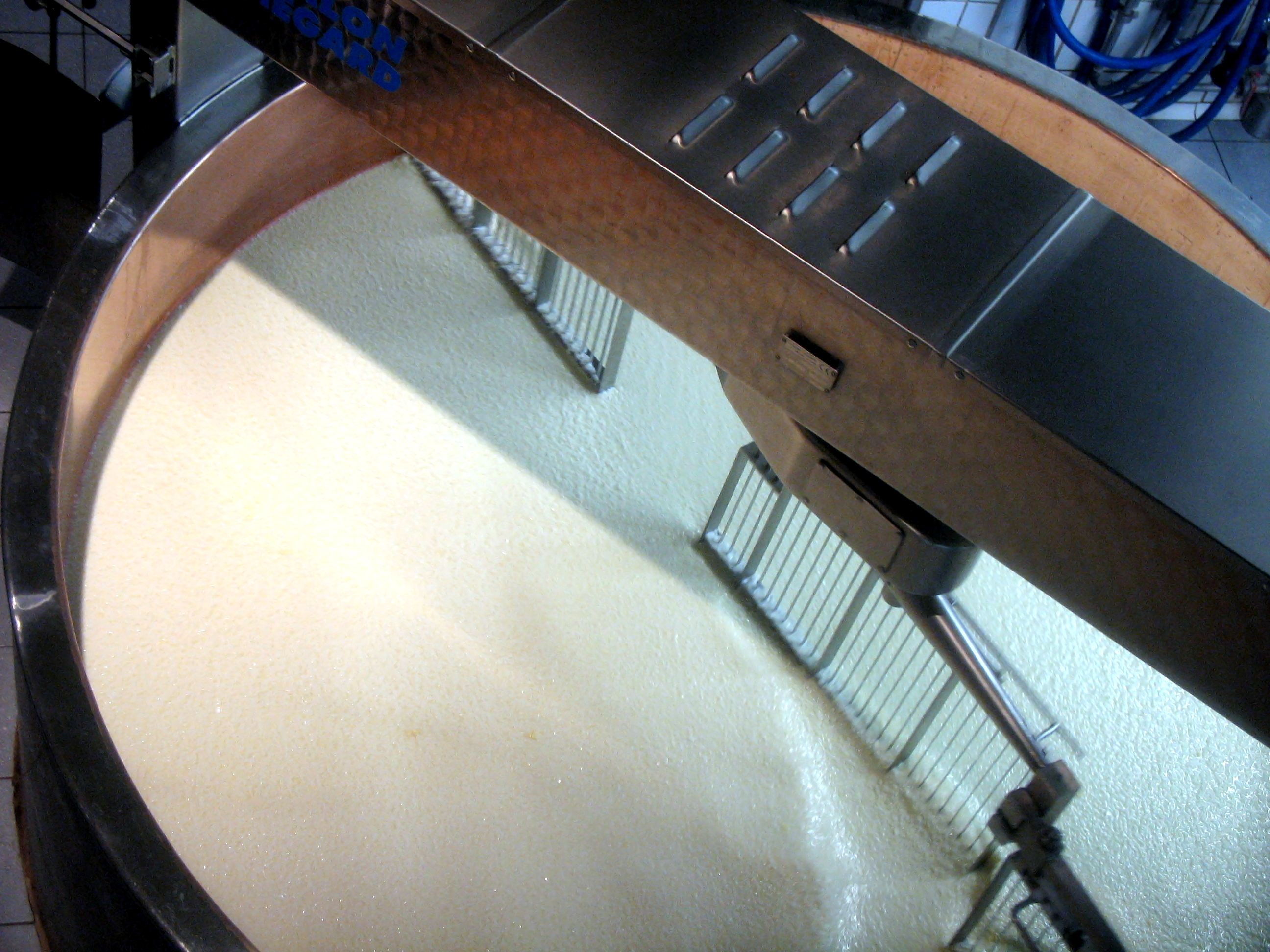
Formatge gruyère durant el procés de tallar la quallada

Al llarg dels segles s'ha emprat en formatgeria quall animal. La coagulació enzimàtica de la llet es realitza amb aquest quall, un extracte del quart estómac dels remugants lactants que conté l'enzim específic per digerir la llet: la quimosina. Actualment es troben al mercat altres enzims coagulants, tant d'origen animal (pepsines bovines i porcina), com d'origen microbià (proteases fúngiques, etc.) o vegetal (flors d'herbacol, etc.). El quall és un enzim proteolític que actua desestabilitzant la caseïna, la qual cosa origina la formació d'un coàgul que engloba el xerigot i els glòbuls de greix làctic al seu interior. Així, quan s'afegeix la quimosina o un enzim semblant, el que fa és hidrolitzar la caseïna de la perifèria de la micel·la, de manera que una part d'aquesta caseïna passa a la part aquosa de la llet, restant la resta de la micel·la desprotegida perquè ha perdut part de la càrrega elèctrica i de l'aigua lligada a la micel·la; les caseïnes que se situen a l'interior de la micel·la reaccionen amb el calci soluble de la llet i es lliguen entre elles formant una xarxa de proteïna i calci que engloba l'aigua de la llet amb tots els seus soluts i el greix.
El mecanisme de coagulació de la llet amb herbacol (Cynara cardunculus), és el mateix que el que s'explica per a la quimosina, ja que els estams de la flor del card contenen uns enzims semblants però més hidrolítics (trenquen més la caseïna), per la qual cosa donen una mica menys de rendiment, ja que més trossos de proteïna van a parar al xerigot.
El coàgul enzimàtic obtingut és ferm a causa del calci i donarà formatges consistents com el maó, el manxego, el gruyère o el parmesà.

#### Coagulació làctia
La coagulació làctia o àcida la realitzen els bacteris lactis presents en la llet crua o procedents del ferment que transformen la lactosa (el sucre de la llet) en àcid làctic, la qual cosa produeix l'alteració de la caseïna fins a formar un coàgul. L'àcid làctic de la llet està parcialment dissociat, quan el pH és de 4,6 (punt isoelèctric de les caseïnes), en aquest punt les micel·les de caseïna perden l'estabilitat i s'enganxen entre elles, però no a través del calci que a aquest pH és totalment soluble, sinó a través d'enllaços químics febles que donen un coàgul tou i fràgil: és la consistència d'un iogurt, amb la diferència que el iogurt conté tota l'aigua de la llet i en l'elaboració de formatge s'elimina una part de l'aigua. Sovint s'afegeix una mica de quall per donar consistència a la coagulació làctica, ja que si no és molt difícil fer l'extracció del xerigot del coàgul.
Exemples de formatges de coagulació àcida són els d'untar (tipus philadelphia), el brie o el camembert.

### Extracció del xerigot

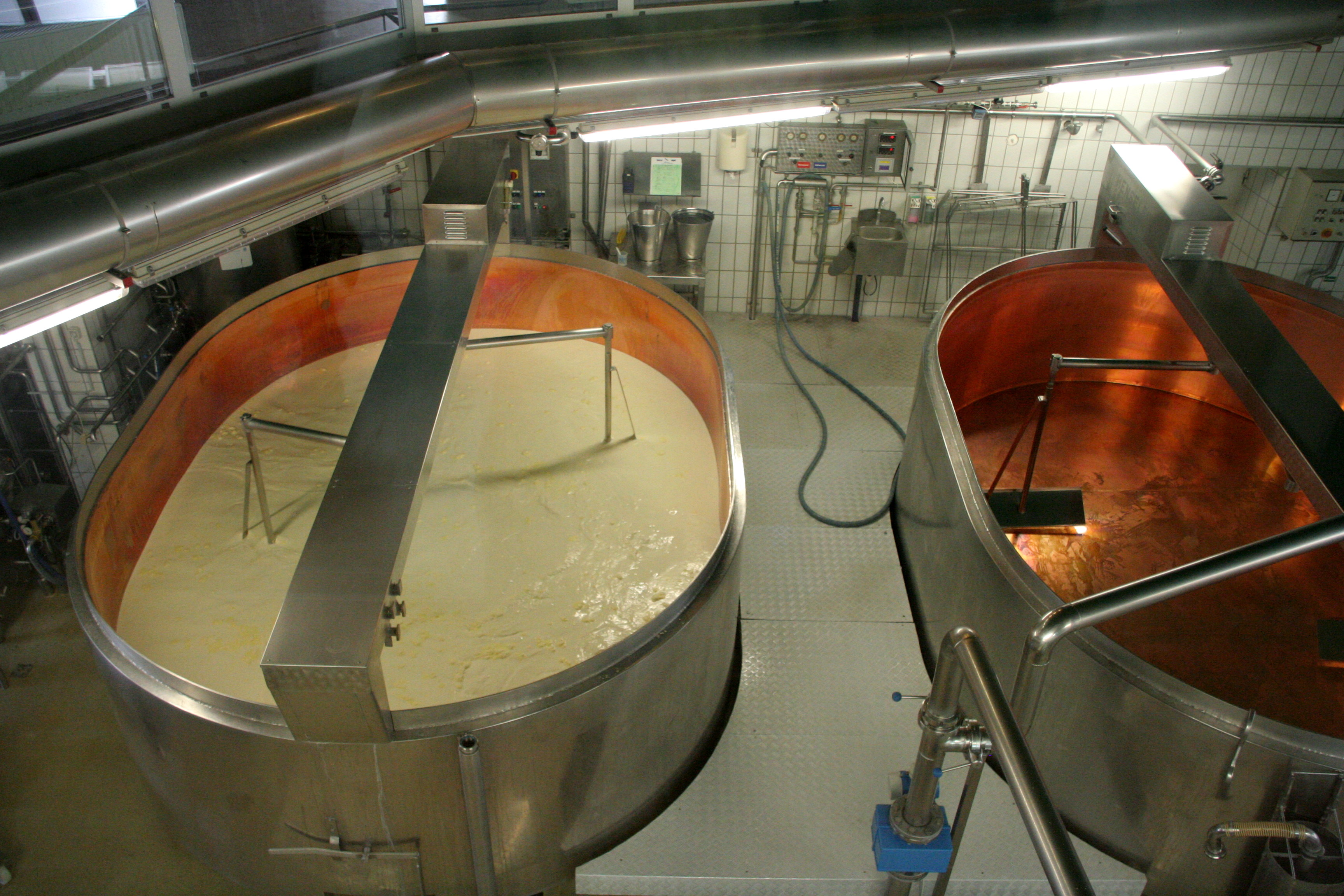
Durant la producció industrial de formatge emmental, la quallada encara no escorreguda és trencada per la rotació dels mescladors

Consisteix en la separació del xerigot que impregna el quall. Així s'obté la part sòlida. Per a permetre la sortida del xerigot retingut en el quall cal recórrer a accions de tipus mecànic com ara el tallat i el remogut, amb l'escalfament i l'acidificació.
Un cop obtinguda la quallada enzimàtica, s'han de realitzar dues operacions per extreure'n el xerigot. Primer es talla la quallada en cubs regulars de grandària variable en funció de si volem extreure'l poc (grandària de gra de fava per formatge fresc, mató) o molt (grandària de gra d'arròs per formatge maó o manxec), l'objectiu és augmentar la superfície d'exsudació de líquid. La segona operació necessària és remenar amb cura la sopa de daus de quallada i xerigot que va sortint per ajudar a la sortida del líquid. Durant tot el procés és molt important mantenir la temperatura de coagulació (al voltant dels 32 °C) per afavorir l'extracció del xerigot.
Depenent del tipus de formatge, es fan altres operacions a la quallada. Si s'escalfa el conjunt de daus i xerigot a uns 10 °C per sobre de la temperatura de coagulació, aquesta operació comporta una extracció de xerigot més intensa que comporta un canvi en la textura del formatge. L'elevació de la temperatura permet disminuir el grau d'hidratació dels grans del quall afavorint la seva contracció. La pujada de temperatura ha de ser lenta i progressiva perquè si es produeix de forma brusca, s'observa la formació a la superfície dels grans d'una crosta impermeable que deté l'extracció del xerigot. Les temperatures d'escalfament baixes conduiran a matons amb major contingut d'humitat i, per tant, amb més lactosa, que serà utilitzada pels bacteris làctics per produir àcid en les primeres fases del període de maduració. Les temperatures altes de cocció condueixen a un mató sec i dur, adequat per a una maduració lenta i prolongada. Així, per exemple, en formatges tipus gruyère o emmental la quallada se sotmet a temperatures de 52 °C.
La quallada àcida és més porosa i extreu el xerigot espontàniament i, com que és molt fràgil, es posa directament en els motlles amb cura i es deixa escórrer.
El tallat, el remogut i fins i tot l'escalfament per ells mateixos, encara no és suficient per a l'obtenció d'una quallada a partir d'un quall. Cal la intervenció d'un procés biològic, l'acidificació. Els bacteris làctics romanen, majoritàriament, retingudes en els grans de quall. El seu creixement i, per tant, la seva activitat acidificant, afavoreix l'expulsió d'humitat del formatge. L'acidificació influeix de forma determinant en la composició química i en les característiques físiques del formatge.

### Emmotllament

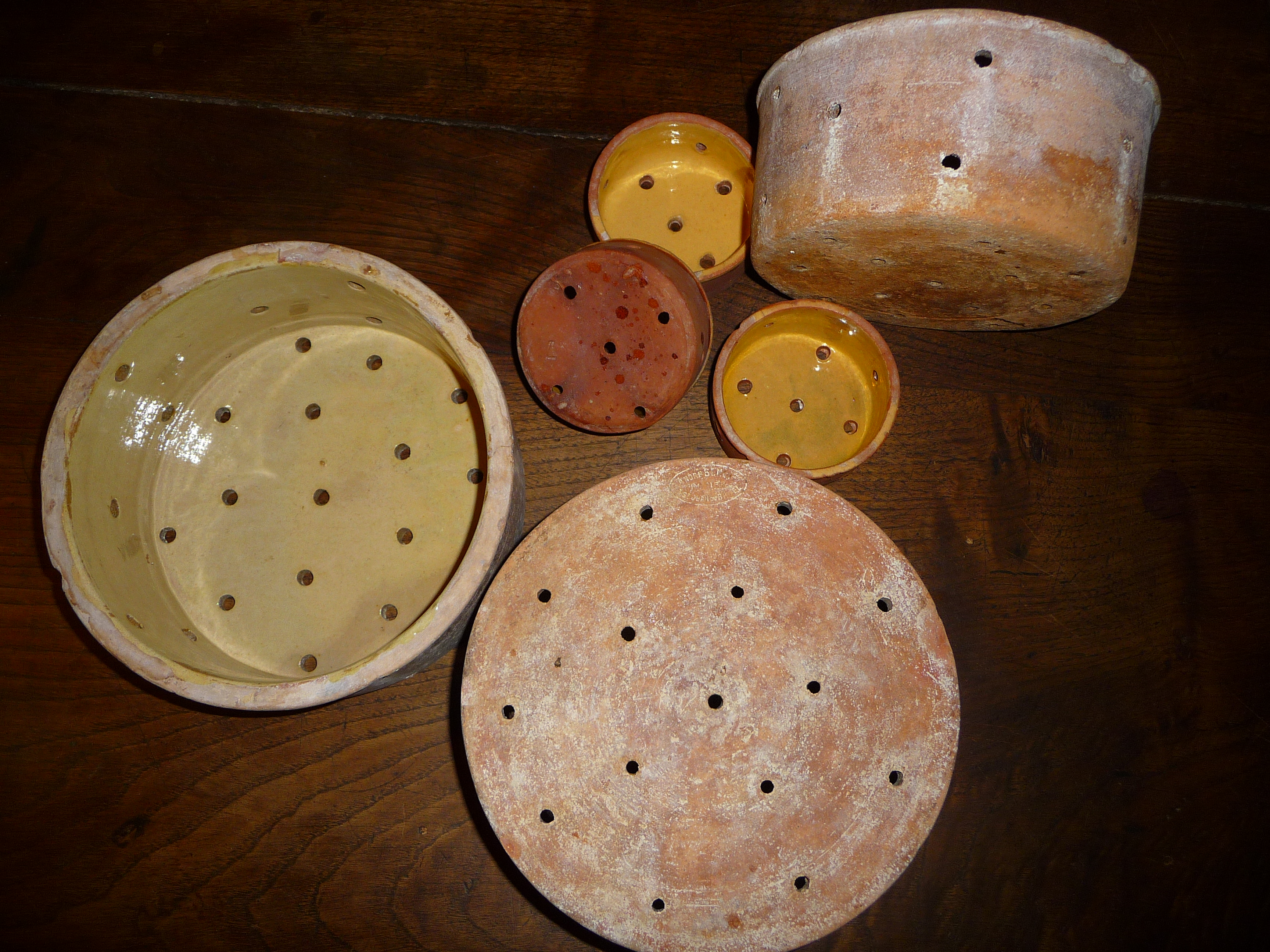
Vells motlles de terrissa per emmotllar els formatges i acabar d'extreure'n el xerigot

La fase final de l'extracció del xerigot en nombrosos procediments de fabricació consisteix en la realització d'altres dues operacions que, més a més de completar l'extracció del xerigot, li donen al formatge la seva forma definitiva. Aquestes operacions són la col·locació de la quallada en motlles, la forma i el volum dels quals varia amb cada tipus de formatges.
Cada formatge té la seva forma característica que és la seva targeta de presentació. A més a més, aquesta forma influeix en el procés de maduració. Per donar la forma als formatges es posen en motlles. Un cop posats els formatges en els motlles, o bé s'escorren, cas dels formatges frescos o les quallades àcides, o bé es premsen, cas dels formatges madurats de coagulació enzimàtica, més o menys intensament en funció del tipus de formatge.

### Premsatge
El premsatge s'efectua en premses de formatgeria, amb les quals s'exerceix sobre el formatge una determinada pressió que pot augmentar progressivament al llarg del curs de l'operació. Les condicions del premsatge són diferents per cada mena de formatge, variant la pressió que cal aplicar i la durada de l'operació.

### Salatge
La major part de formatges se salen no només per donar gust, sinó també perquè en els formatges madurats regula l'activitat enzimàtica i microbiana. El salatge es fa a mà amb sal seca (formatges frescos molt tous o quallades àcides) o bé submergint-los en salmorra durant unes hores (formatges madurats de coagulació enzimàtica).
En aquest punt els formatges frescos ja estan llestos per al consum.

### Maduració

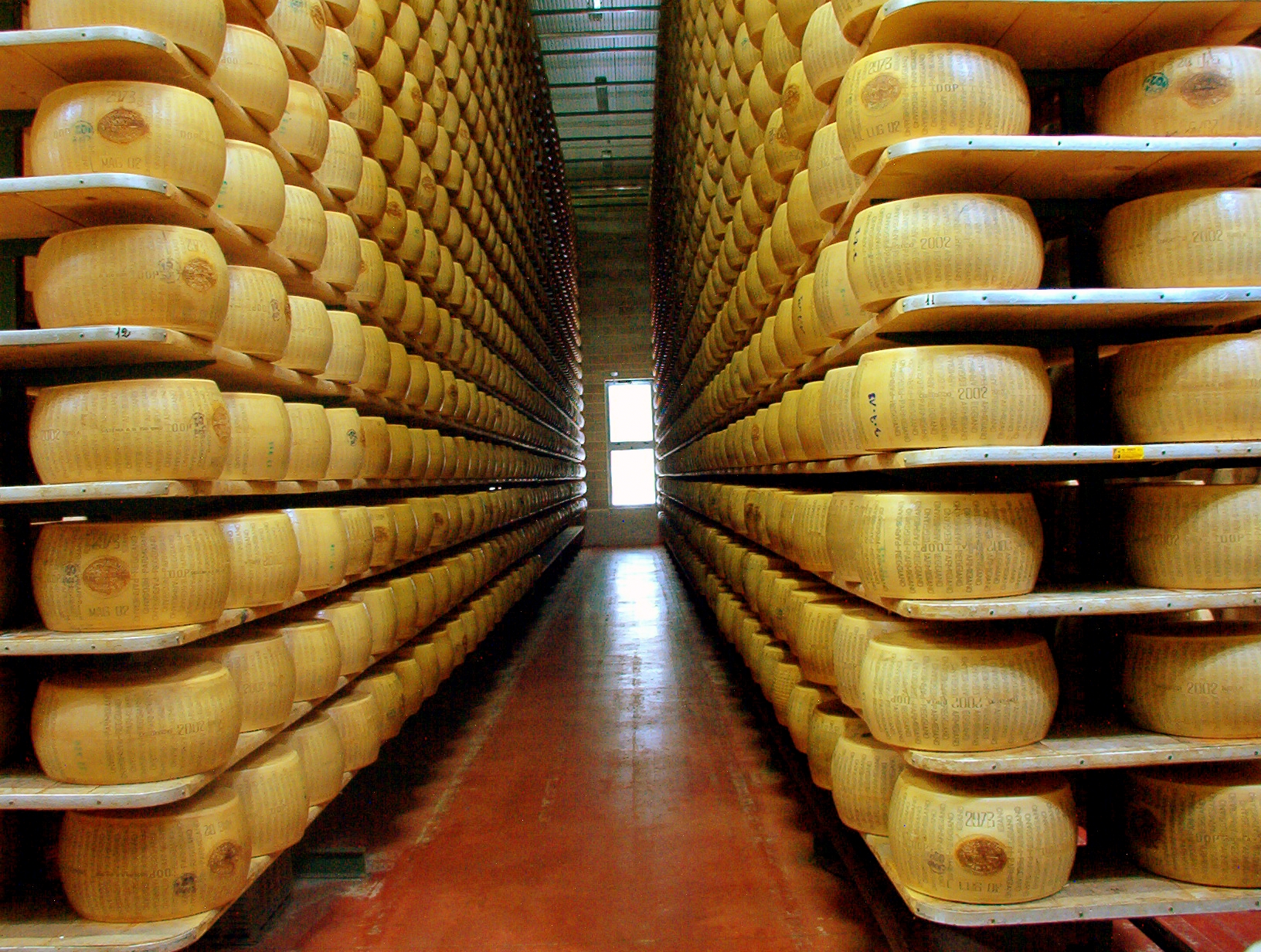
El parmesà a la sala de maduració

Els formatges que es maduren es deixen assecant en un lloc ventilat, perquè es comenci a formar la crosta. L'oreig pot durar unes hores o uns dies en funció del tipus de formatge. Amb aquest airejament s'aconsegueix també que l'oxigen desenvolupi la flora microbiana aeròbica i anaeròbica. L'airejament assegurarà les necessitats d'oxigen de la flora superficial dels formatges (fongs). En aquest moment estan a punt per entrar a la cambra de maduració, que ha d'assegurar temperatures d'entre 8 i 14 °C i una humitat relativa entre el 85 i 95% per afavorir el desenvolupament microbià i l'activitat dels enzims. Els formatges amb major contingut d'humitat maduren ràpidament mentre que en els més secs el període de maduració es perllonga considerablement.
La maduració, més o menys pronunciada, és un fenomen complex que compren una sèrie de canvis de les propietats físiques i químiques que donen al formatge el seu aspecte, textura i consistència final així com la seva aroma i el seu sabor característics. Durant la maduració la quallada pateix una severa transformació, principalment de la proteïna. El greix de la llet es transforma en menor mesura en la majoria de formatges. Un exemple de formatges amb lipòlisi elevada són els formatges blaus, amb una transformació del greix que dona gustos i aromes forts als formatges.
Els enzims que intervenen poden ser nadius de la llet, cas de la plasmina o de la lipasa de la llet, dels microorganismes propis de la llet, dels microorganismes afegits amb el cultiu iniciador, dels microorganismes de l'ambient que recull el formatge durant el procés d'elaboració i els del quall utilitzat. Durant aquest procés de transformació de la proteïna principalment, però també del greix, del citrat i altres components minoritaris de la llet es formen moltes molècules com pèptids petits, aminoàcids, àcids grassos de cadena curta i compostos aromàtics. En funció de la composició de la quallada obtinguda per elaborar el formatge, de les condicions ambientals i del temps, aquest procés serà més o menys intens. El resultat és la transformació de la textura, l'augment de la intensitat del gust i de l'aroma, és a dir, la consecució d'un producte complex, valuós nutritivament i sensorial, si totes les etapes s'han realitzat correctament.
Els formatges durs maduren en condicions que evitin el creixement superficial de microorganismes i minvin l'activitat dels microorganismes i enzims de l'interior. La maduració ha de ser un procés lent i uniforme en tota la massa del formatge, no veient-se afectat pel volum. Els formatges tous es mantenen en condicions que afavoreixin el creixement de microorganismes en la seva superfície, tant fongs (Penicillium camemberti en el formatge camembert) com bacteris (Brevibacterium linens en el formatge munster).

## Tipus
Hi ha múltiples propietats i característiques que defineixen els formatges i de la mateixa manera hi ha una immensa gamma de formatges que fa impossible una classificació única d'aquests. Tant els podem descriure d'acord amb la zona geogràfica de la qual procedeixen, en alguns casos amb denominació d'origen, com per la llet utilitzada en la seva elaboració o la seva textura final. Comptaria ordenar-los també pel seu contingut en grassa (van des del més magre, amb menys de 10%, fins al triple gras, amb més de 75%); o segons el sistema escollit per a la coagulació de la llet (enzimàtica o àcida).
El resultat i la caracterització del formatge depèn d'una sèrie de factors interdependents que hi participen:
- La composició de la llet.
- Factors microbians (composició de la flora microbiana present en la llet crua o l'afegida).
- Factors bioquímics (concentració i propietats dels enzims presents).
- Factors fisicoquímics (temperatura, pH, pressió atmosfèrica)
- Factors químics (proporció de calci en la quallada, aigua, sals minerals, etc.)
- Factors mecànics (tall, remogut i pressió mecànica).

### Per l'origen de la llet

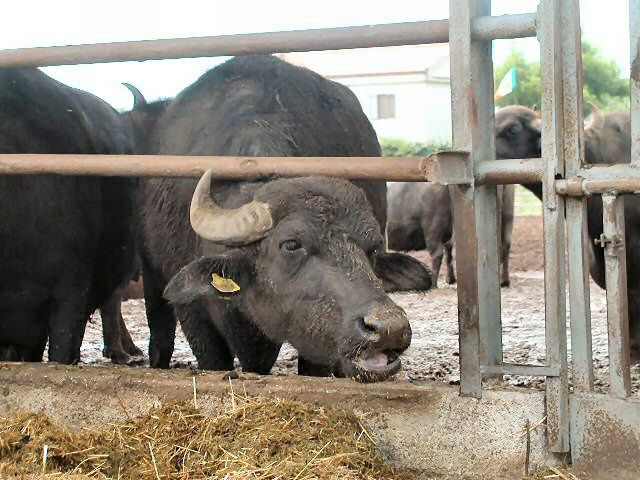
Granja de búfales a Paestum, a la Campània

Per fer formatge el primer que es fa és seleccionar el tipus de llet que es té a l'abast. Cada país produeix llet d'acord amb els animals que més abunden a la seva geografia: vaca, ovella i cabra són els més habituals en la cultura europea, però en altres indrets també es fa servir la llet d'altres herbívors remugants com la búfala, la camella, el ren, el iac, la llama, etc.
La llet més utilitzada en la fabricació de formatges és la sencera de vaca, principalment perquè és la llet amb més alta producció i la més barata. Els formatges obtinguts a partir de llet vacuna procedeixen de zones fèrtils, aptes per a la ramaderia bovina, com les planes del nord d'Europa, els Alps, els Pirineus o la Serralada Cantàbrica. Avui en dia la producció d'aquests formatges s'ha estès per tot el món per l'excedent de llet procedent de granges lleteres.

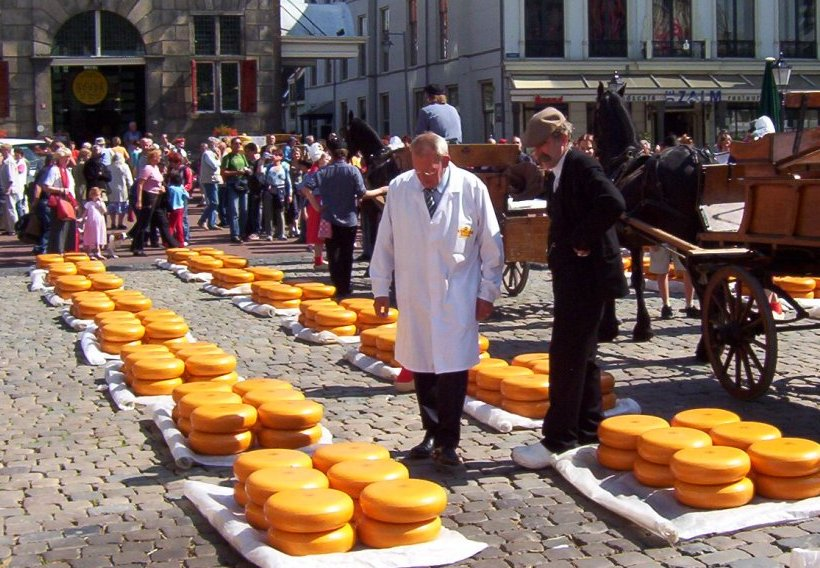
Mercat de formatge gouda a la ciutat de Gouda (Països Baixos)

Els millors exponents de formatges amb llet de vaca són el gouda neerlandès, l'emmental suís, o el formatge de tetilla gallega, tots ells amb textures, sabor i color semblant. En general, la llet de vaca dona al formatge un sabor més suau que el d'altres tipus de formatge, encara que això depèn de molts factors, d'aquí que resulti fàcil trobar formatges de vaca de sabor molt fort, com el harzer alemany, o el gorgonzola italià.
La llet de vaca sencera és molt rica en greix làctic, raó per la qual també s'utilitza llet descremada, o semidescremada, amb la finalitat de reduir-ne el contingut, malgrat sigui el greix l'element decisiu que distingeix el sabor dels diferents formatges. A les zones mediterrànies, on no abunden les vaques, és més comú usar llet d'ovella o de cabra, la qual cosa dona un punt d'acidesa al formatge. El formatge castellà manxego, el francès rocafort , o el grec feta estan fets de llet d'ovella.
Com en èpoques antigues, també avui dia és possible trobar formatges elaborats amb diferents classes de llet barrejades, com en el cas del formatge de cabrales asturià, amb una barreja de llet de vaca, ovella i cabra.

### Per la cocció de la quallada
- Crua (temperatura ambient)
- Semicuita (temperatura compresa entre 38° i 48 °C) fontina
- Cuita (entre 49° i 60 °C)[3]

### Pel temps de maduració
El formatge magre o formatge sec, al contrari del formatge tendre, greixós o fresc i molt mantegós, tal el 'fromage mou' dels francesos.
- Fresc (48-72 h)
- Tendre (fins a 2-3 setmanes)
- Semimadurat (1-6 mesos)
- Madurat (6-12 mesos)
- Molt madurat (més d'un any)[3]

### Pel percentatge d'humitat
- Formatges durs (26-50% d'humitat). Madurats per bacteris:
  - Molt durs (26-34%). Parmesà
  - Durs (36-46%) Emmental, Cheddar
  - Semidurs (45-50%) gouda.
- Madurats internament per floridures:
  - Semidurs (42-52%) Rocafort
- Madurats superficialment per bacteris
  - Semitous (45-55%), Limburger
- Formatges tous: madurats superficialment per floridures (48-55%), Brie, Camembert.
- Formatges tous: no madurats (50-80%). Cottage, mozzarella.
- Altres tipus: En salmorra, de sèrum, fosos.

### Per la procedència geogràfica

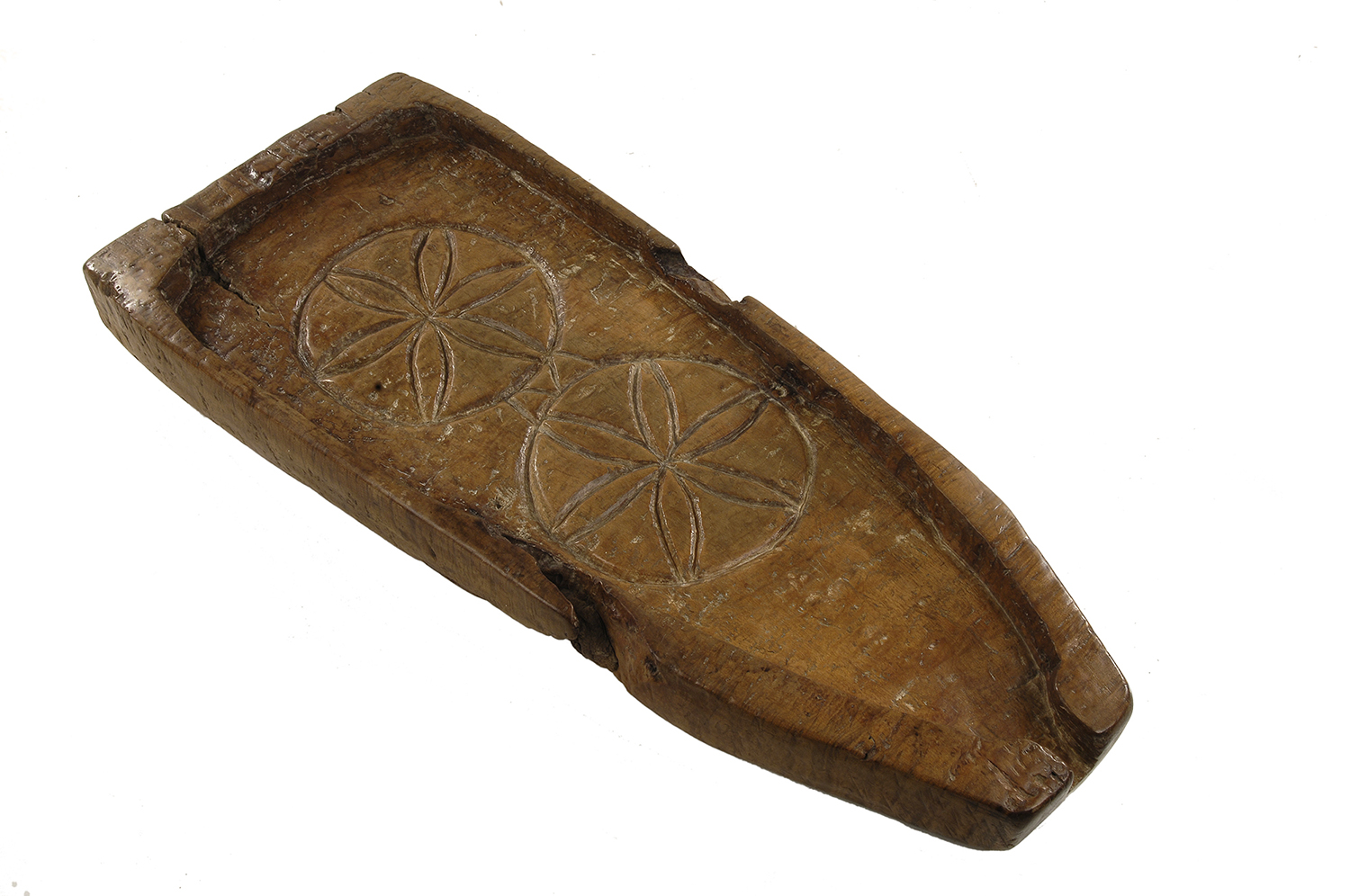
Escorredor de formatge. Els Ports, segona meitat del. Museu Valencià d'Etnologia.

La gran majoria de formatges s'identifiquen amb la zona geogràfica de la qual procedeixen. En certs països això es pot regular a través de les denominacions d'origen (DO), algunes d'elles protegides (DOP), amb les quals s'intenta defensar les varietats que, des de temps antics, es venen produint en una zona determinada contra productors d'altres zones que volguessin treure profit del nom guanyat pels productors originals. Aquesta indicació geogràfica està regulada per als països membre de la Unió Europea, encara que amb particularitats per a cada un d'ells.
A França funciona un organisme de forma molt semblant, els orígens del qual es remunta al segle xv, nascut en un primer intent de protegir el formatge rocafort. Aquest formatge va ser el primer a obtenir l'acreditació de la llei moderna francesa, que ja cobreix a més de 40 formatges diferents. A Itàlia es protegeixen formatges com el parmesà, a Grècia el feta, a Espanya hi ha 23 formatges protegits entre els quals destaca el manxego, i al Regne Unit l'stilton i el cheddar.

### Pel contingut en greix
- Formatges descremats: si no tenen a penes matèria grassa o, com a molt, 10%.
- Formatges semidesnatats: si tenen entre 10% i 25% de greix.
- Formatges semigrassos: si tenen entre 25% i 45% de greix.
- Formatges grassos: si tenen entre 45% i 60% de greix.
- Formatges extragrassos: si tenen 60% de greix o més.

### Per l'escorça
- Sense escorça: formatges frescos.
- Escorça seca: són els que fan ells mateixos la seva escorça de manera natural en assecar-se. Com més temps, més assecat i més o menys escorça. Després cal rentar-los i fins i tot raspallar-los.
- Escorça florida: en el procés de maduració se'ls fa una escorça per floridura que es diposita en el seu exterior i aquesta escorça pot menjar-se si es vol.
- Escorça artificial: són els que se'ls col·loca voluntàriament una escorça exterior per protegir-los: fulles, carbó vegetal, cera, extractes vegetals, etc.

### Per la textura
Segons el procés d'elaboració que segueixen, el grau d'envelliment al que arriben i també el seu contingut en grassa, els formatges adquireixen una certa textura que acaba per identificar-los en famílies, que serien les següents:
- Formatges frescos.
- Formatges cremosos i d'untar.
- Formatges madurats o de tall (tendres, semis o curats).
- Formatges blaus.
- Formatges durs o de ratllar.

## Història

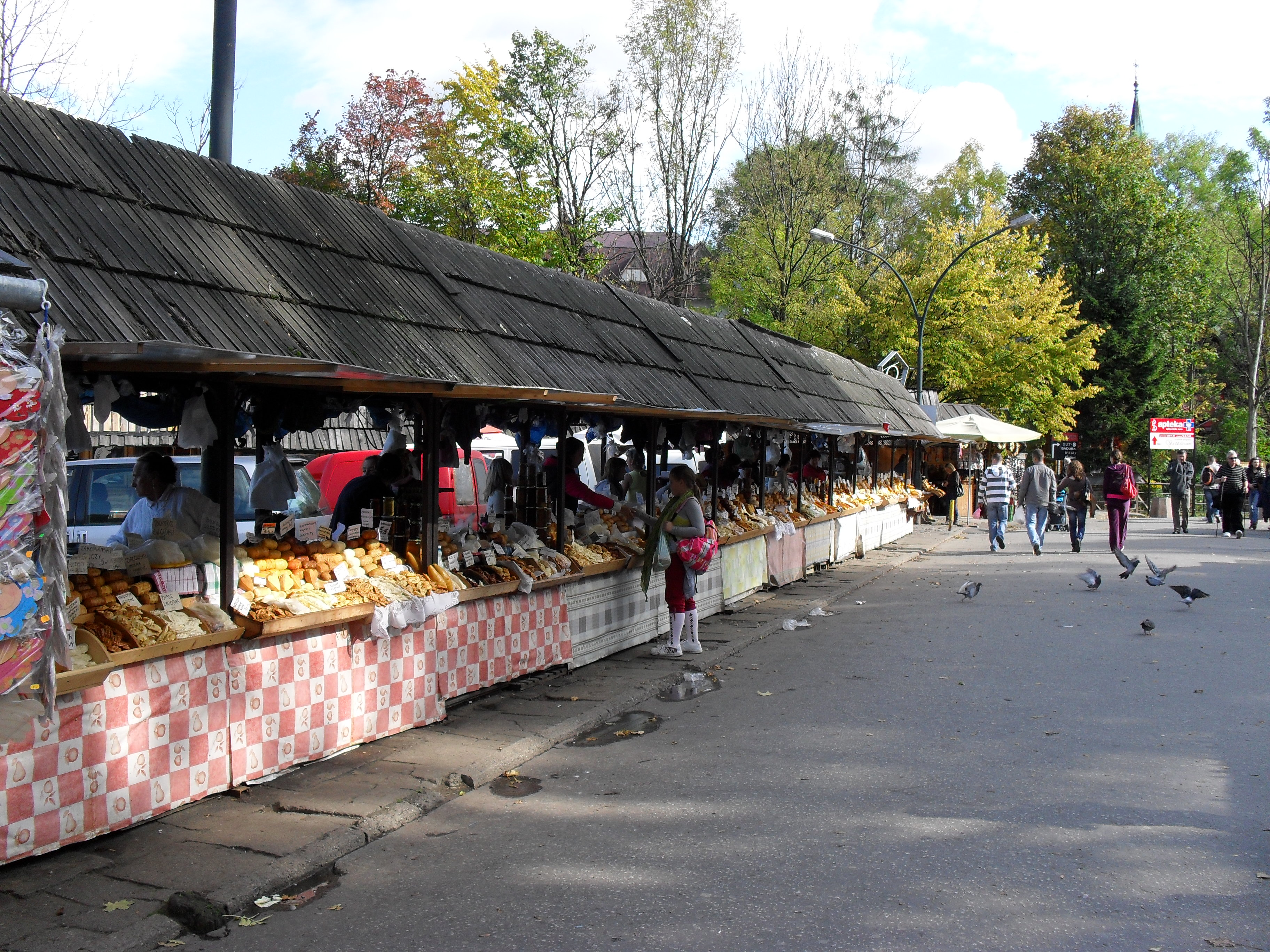
Mercat de formatge a Zakopane, Polònia, amb la secció de formatge d'ovella oscypek.

Es tracta d'un aliment antic els orígens del qual poden ser anteriors a la història escrita. Descobert probablement a l'Àsia central o a l'Orient Mitjà, la seva fabricació es va estendre a Europa i s'havia convertit en una empresa sofisticada ja en època romana. Quan la influència de Roma va decaure, van sorgir tècniques d'elaboració locals diferents. Aquesta diversitat va assolir la seva cúspide a començaments de l'era industrial i ha declinat en certa manera des de llavors a causa de la mecanització i els factors econòmics.
Des de les antigues civilitzacions, el formatge s'ha emmagatzemat per a les èpoques d'escassetat i se'l considera un bon aliment per als viatges per la seva facilitat de transport, bona conservació i alt contingut en greix, proteïnes, calci i fòsfor. El formatge és més lleuger, més compacte i es conserva durant més temps que la llet a partir de la qual s'obté. Els fabricants de formatge poden establir-se a prop del centre d'una regió productora i beneficiar-se així de llet més fresca, més barata i amb menor cost de transport. La bona conservació del producte permet als fabricants vendre només quan els preus són alts o necessiten diners. Alguns mercats fins i tot paguen més per formatges vells, just al contrari del que passa amb la producció de llet.

### Orígens

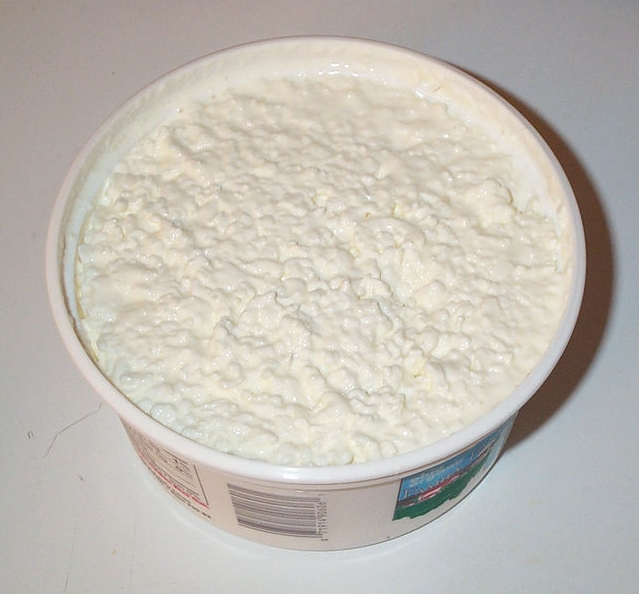
El cottage cheese, un tipus de mató. Possible aspecte dels primers formatges

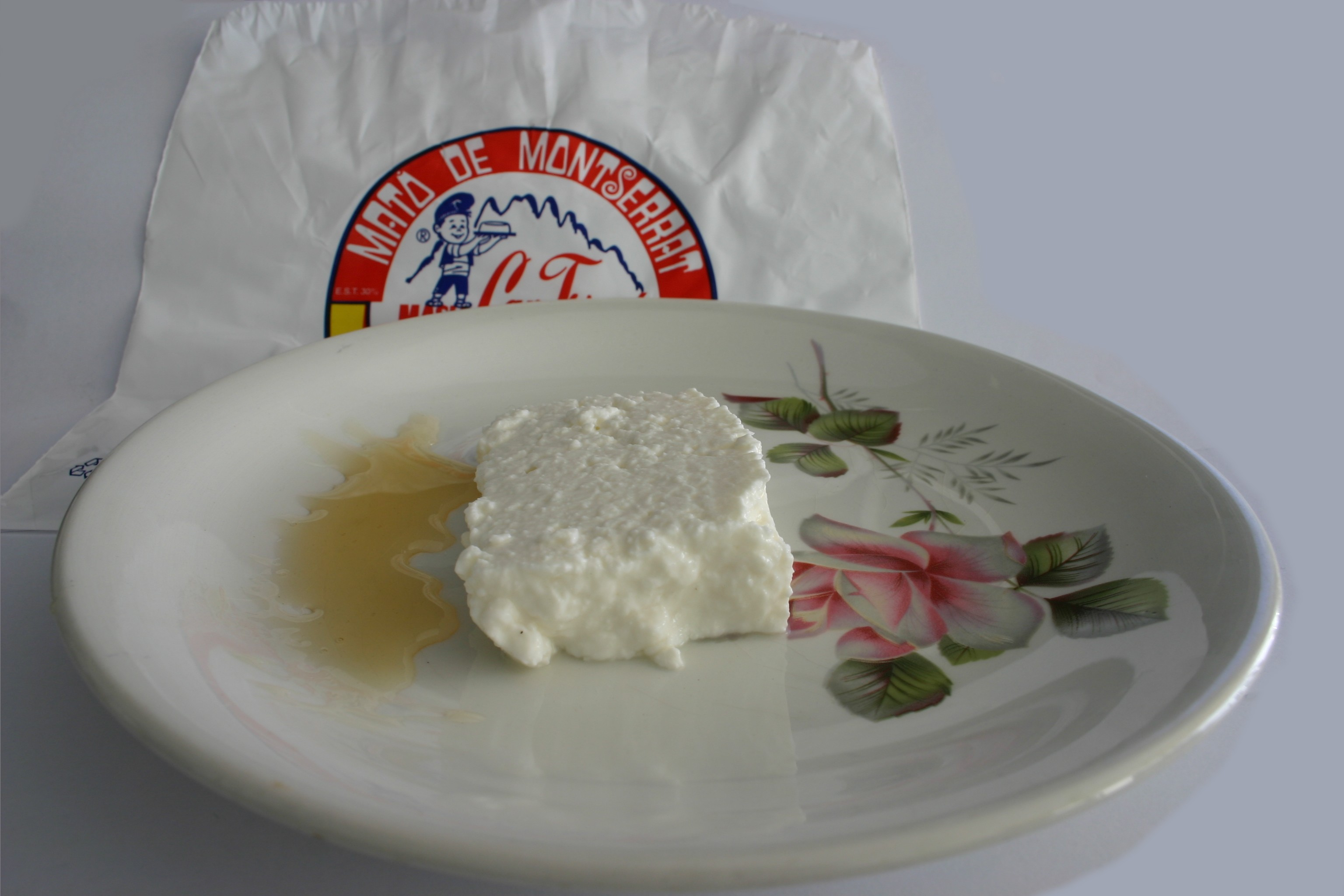
Mató, de llet de vaca, sovint acompanyat de mel i ametlles

Els orígens de l'elaboració del formatge estan en discussió i no es poden datar amb exactitud, encara que s'estima que es troben entre l'any 8000 aC (quan es domestica l'ovella) i el 3000 aC.
Existeix una llegenda que diu que va ser descobert per un mercader àrab que, mentre realitzava un llarg viatge pel desert, va posar llet en un recipient fabricat a partir de l'estómac d'un xai. Quan va anar a consumir-la va veure que estava coagulada i fermentada (a causa del quall de l'estómac del be i a l'alta temperatura del desert). Hi ha altres autors que assenyalen que el formatge ja es coneixia en la prehistòria, extrem que no s'ha pogut comprovar.
Llegendes a part, probablement va sorgir com una manera de conservar la llet, aplicant-li sal i pressió, abans d'usar un ferment per primera vegada, potser en comprovar que els formatges fets a estómacs d'animals tenien una textura millor i més sòlida. Les proves arqueològiques més antigues de la manufactura del formatge s'han trobat en murals de tombes de l'antic Egipte, datades sobre el 2300 aC. Aquests primers formatges probablement tindrien un fort sabor i estarien intensament salats, amb una textura similar als formatges feta o mató.
Des d'Orient Mitjà, les habilitats en la manufactura del formatge es van introduir a Europa, on climes més freds feien necessàries menys quantitats de sal per a la conserva. Amb la reducció de sals i àcids, el formatge es va convertir en un ambient propici per a bacteris i floridures, encarregats de donar-li el seu sabor característic.

### Època clàssica
La mitologia grega atribuïa a Aristeu el descobriment del formatge. A L'odissea d'Homer (segle viii aC) es descriu a un ciclop fent i emmagatzemant formatges d'ovella i cabra.
En els temps de l'antiga Roma era un aliment que es consumia cada dia, i el seu procés de fabricació no distava massa a com es fa actualment fora de l'àmbit industrial. En el Re Rustica de Columel·la (a prop del 65 dC) es detalla la fabricació de formatges amb processos que comprenen la coagulació amb ferments, pressurització del quall, salat i curat. La Naturalis Historiae de Plini el Vell (77 dC) dedica un capítol (XI, 97) a descriure la diversitat de formatges consumits pels romans de l'Imperi. Sostenia que els millors eren els galis procedents de Nimes, encara que no es podien conservar massa temps i havien de consumir-se frescos. Els formatges dels Alps i Apenins tenien una varietat tan considerable com avui en dia. Dels estrangers, Plini preferia els de Bitínia, en l'actual Turquia.

### El llegat de Roma a Europa
Roma va estendre les seves tècniques en la manufactura del formatge per gran part d'Europa, introduint-les en regions sense coneixement d'elles fins al moment. Amb el declivi de Roma i el col·lapse al comerç de grans distàncies, la diversitat del formatge a Europa va augmentar sensiblement, amb diferents regions desenvolupant les seves pròpies tradicions distintives. França i Itàlia són els països amb una major gamma de tipus de formatge distintius actualment, amb uns 400 tipus aproximadament cada un. Mostra d'això és el refrany francès que sosté que hi ha un formatge francès diferent per a cada dia de l'any, com també la citació del president francès Charles de Gaulle "Com és possible governar un país en el qual hi ha 246 classes de formatge?".
Malgrat tot, els avenços en l'artesania del formatge a Europa van progressar lentament en els segles posteriors a la caiguda de Roma. Molts dels que coneixem actualment van aparèixer com a tals en la baixa edat mitjana o després. Es conserva un document de l'any 959 escrit en el monestir de Santo Domingo de Silos, a la província castellana de Burgos, consistent en una relació dels formatges dispensats pel monestir de Rozuela (La notícia de kesos), i que suposa la primera manifestació coneguda de la llengua romànica castellana derivada del llatí. Formatges actuals com el cheddar data de l'any 1500, el parmesà del 1597, el gouda del 1697 i el camembert del 1791, per posar alguns exemples.

### Temps moderns

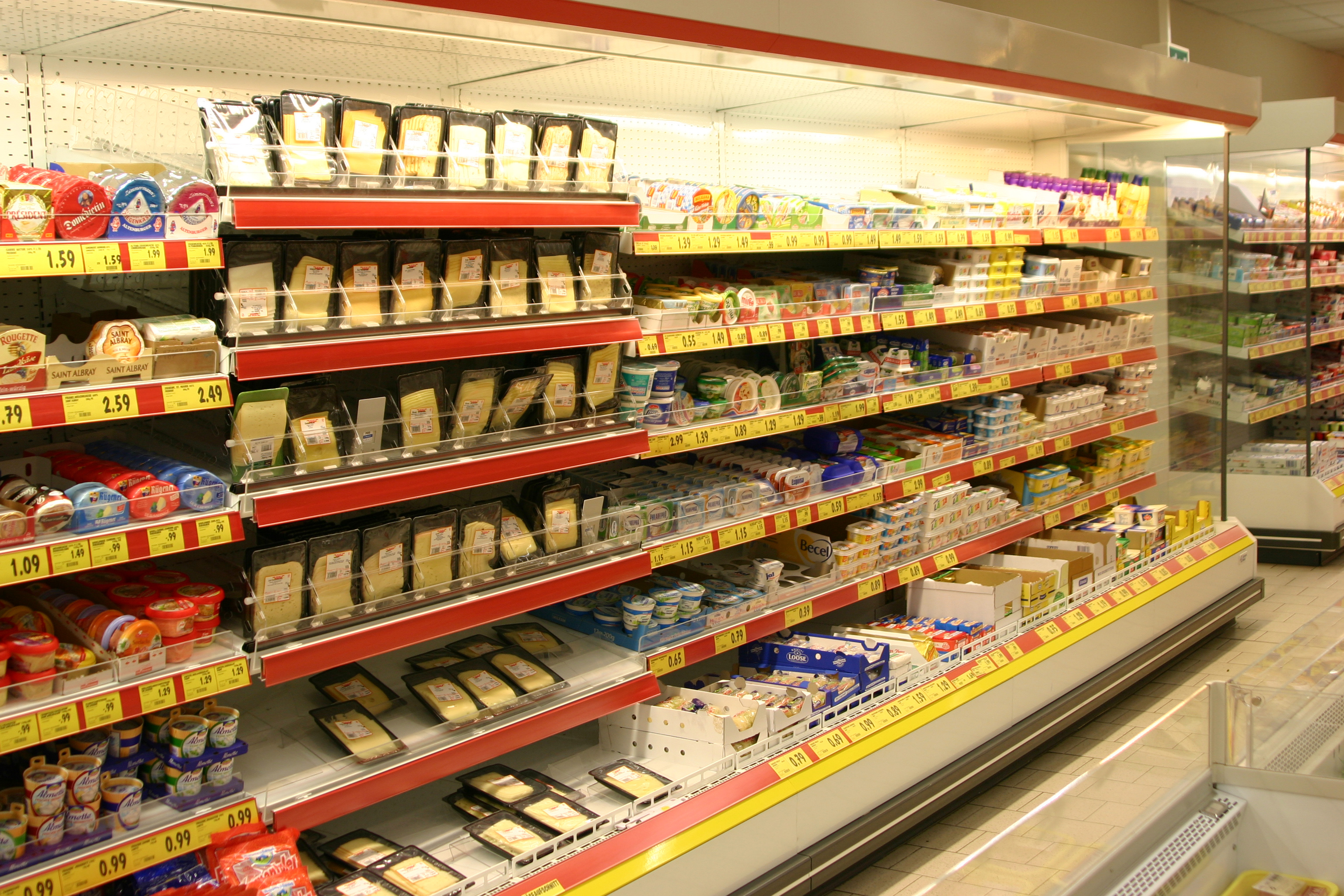
Formatge processat en un supermercat actual.

Malgrat estar lligat a la cultura moderna europea, el formatge era pràcticament desconegut en les cultures orientals, no havia estat inventat en les civilitzacions precolombines, i tenia un ús bastant limitat en Àfrica, sent popular i estant desenvolupat només a Europa i en les àrees fortament influïdes per la seva cultura. Però amb l'extensió, primer de l'imperialisme europeu, i després de la cultura euroamericana, a poc a poc el formatge s'ha donat a conèixer i s'ha fet popular a tot el món.
La primera fàbrica per a la producció industrial de formatge es va obrir a Suïssa el 1815, però es traslladà als Estats Units on la producció a gran escala va començar a tenir realment èxit. Es considera responsable d'això freqüentment Jesse Williams, propietari d'una granja lletera de Rome (Nova York), i que el 1851 va començar a fabricar formatge en una cadena de muntatge amb llet de les granges properes. Durant dècades, van ser comunes aquest tipus d'associacions entre granges.
La dècada de 1860 va mostrar les possibilitats de la producció de formatge, i sobre el canvi de segle la ciència va començar a produir microbis purs. Abans d'això, les bacteris s'obtenien del medi ambient o reciclant-ne altres ja usades. L'ús de microbis purs va significar una producció molt més estandarditzada. Es van començar a produir el que es denomina formatge processat.
La producció industrial de formatge va avançar a la tradicional en la Segona Guerra Mundial, i les fàbriques es van convertir en la font de la majoria de formatges a Amèrica i Europa des de llavors.

## Exemples de formatges
| Formatge                               | Origen                                   | Color                                                | Llet                                               | Pasta                 | Gust                                                                                       |
| -------------------------------------- | ---------------------------------------- | ---------------------------------------------------- | -------------------------------------------------- | --------------------- | ------------------------------------------------------------------------------------------ |
| Formatge de l'Alt Urgell i la Cerdanya | l'Alt Urgell i la Cerdanya               | crema, l'escorça és marró clar                       | vaca                                               | premsada sense coure  | el gust és, segons la denominació d'origen, "franc, suau, agradable i molt característic"  |
| Boursin                                | Normandia                                | blanc                                                | vaca                                               | fresca                | suau/mitjancer (és usual condimentar-lo amb nous, pebre, etc.)                             |
| Brie                                   | Illa de França                           | blanc                                                | vaca                                               | suau                  | suau                                                                                       |
| Cabrales                               | Astúries                                 | blau                                                 | vaca                                               |                       | fort                                                                                       |
| Camembert                              | Camembert, Normandia                     | blanc                                                | vaca                                               | suau                  | mitjancer                                                                                  |
| Colby                                  | Estats Units                             |                                                      | vaca                                               |                       | suau i lleugerament dolç                                                                   |
| Comté                                  | Franc Comtat                             | blanc                                                | vaca                                               |                       |                                                                                            |
| Danbo                                  | Dinamarca                                |                                                      | vaca                                               |                       |                                                                                            |
| Emmental                               | Cantó de Berna                           | groc                                                 | vaca                                               | premsat               | fort                                                                                       |
| Feta                                   | Grècia                                   |                                                      | ovella o cabra                                     |                       | salat i lleugerament agre                                                                  |
| Fontina                                | Vall d'Aosta                             | groc                                                 | vaca                                               |                       |                                                                                            |
| Formatge de raclet                     | Cantó de Valais (Suïssa)                 |                                                      | vaca                                               |                       | Dolç i lleugerament cítric                                                                 |
| Gorgonzola                             | Piemont, Llombardia                      | blau                                                 | vaca                                               |                       | fort                                                                                       |
| Gouda                                  | Holanda del Sud                          | groc                                                 | vaca                                               | premsada              | mitjancer                                                                                  |
| Gruyère                                | Cantó de Friburg                         | groc                                                 | vaca                                               | premsada              | mitjancer/fort                                                                             |
| Havarti                                | Dinamarca                                |                                                      | vaca                                               |                       |                                                                                            |
| Idiazabal                              | País Basc / Navarra                      | de blanc a groc                                      | ovella                                             |                       | mitjancer; n'existeix una varietat fumada                                                  |
| Jarlsberg                              | Noruega                                  |                                                      | vaca                                               | premsada i molt ferma | suau i dolç de nous                                                                        |
| Llenguat                               | Països Catalans - Pallars                | marró clar                                           | ovella, es pot fer amb una barreja de vaca i cabra | fermentada            | cremós, molt fort i picant                                                                 |
| Manxego                                | la Manxa                                 | de blanc a groc                                      | ovella                                             | premsada              | característic                                                                              |
| Formatge de Maó                        | Menorca                                  | groc                                                 | vaca                                               |                       | de suau a salat                                                                            |
| Mascarpone                             | Llombardia                               | blanc                                                | vaca                                               |                       | suau                                                                                       |
| Mató                                   | Països Catalans                          | blanc                                                | vaca                                               |                       | fresca                                                                                     |
| Mozzarella                             | Sud d'Itàlia                             | groc                                                 | búfal                                              | fresca                | mitjancer                                                                                  |
| Panela                                 | Centre de Mèxic                          | blanc                                                | vaca                                               | fresca                | suau                                                                                       |
| Panir                                  | Índia, Iran, Afganistan                  | blanc                                                | vaca                                               | fresca                | mitjancer                                                                                  |
| Parmesà                                | Emília-Romanya                           | groc                                                 | vaca                                               | no premsada           | mitjancer/fort                                                                             |
| Pecorino                               | Laci, Sardenya, Abruzzo                  |                                                      | ovella                                             |                       |                                                                                            |
| Port-salut                             | País del Loira                           | blanc                                                | vaca                                               |                       | suau                                                                                       |
| Provolone                              | Llombardia, Vèneto, Emília-Romanya       | groc                                                 | vaca                                               | premsada              | mitjancer                                                                                  |
| Quark                                  | Alemanya,                                | blanc                                                | vaca                                               | fresca                | suau, dolç i amb un toc acidic                                                             |
| Ricotta, Recuit, Requesón              | Itàlia, Països Catalans, Castella        | blanc                                                | vaca                                               | fresca                | suau                                                                                       |
| Rocafort                               | Roergue (Occitània)                      | blau                                                 | ovella                                             | amb fongs             | fort                                                                                       |
| Roncal                                 | Navarra                                  | groc                                                 | ovella                                             | premsada              | mitjancer/fort                                                                             |
| Serrat d'ovella                        | Països Catalans - Principat de Catalunya | El fora entre gris i marronenc i l'interior groguenc | ovella                                             | premsada              | gras, olorós, de sabor intens, lleugerament picant quan arriba a un cert grau de maduració |
| Stilton                                | Anglaterra                               | blau                                                 | vaca                                               |                       |                                                                                            |
| Tête de moine                          | Suïssa                                   |                                                      | vaca                                               |                       |                                                                                            |
| Tetilla                                | Galícia                                  | blanc                                                | vaca                                               |                       | cremós                                                                                     |
| Tomme                                  | Alps                                     |                                                      | vaca, ovella o cabra                               |                       |                                                                                            |
| Tupí                                   | Països Catalans - Pallars                | groguenc                                             | tradicionalment ovella, ara vaca o cabra           |                       | cremós, fort i picant                                                                      |
| Vacherin                               | França, Suïssa                           |                                                      | vaca                                               |                       | lleugerament salat                                                                         |

## Producció i consum mundial
El formatge és un dels principals productes agrícoles de tot el planeta. Segons l'Organització de les Nacions unides per a l'Alimentació i l'Agricultura (FAO), més de 18 milions de tones de formatge foren produïdes a nivell mundial l'any 2004. Això representa una quantitat superior a la producció anyal conjunta de cafè, te, cacau i tabac. Estats Units n'és el major productor, ja que representa el 30% de la producció mundial, seguit per Alemanya i França. El major exportador de formatges, per valor monetari, és França, el segon, Alemanya (tot i que és en primer lloc per quantitat). Els Estats Units, el major productor mundial de formatges, n'és un exportador marginal, ja que la major part de la seua producció és per al consum intern. Alemanya és el major importador de formatge. El Regne Unit i Itàlia en són els segon i tercer majors importadors.
| Principals consumidors de formatge l'any 2003 (quilograms per persona i any) | Principals consumidors de formatge l'any 2003 (quilograms per persona i any) |
| ---------------------------------------------------------------------------- | ---------------------------------------------------------------------------- |
| Grècia                                                                       | 27,3                                                                         |
| França                                                                       | 24,0                                                                         |
| Itàlia                                                                       | 22,9                                                                         |
| Suïssa                                                                       | 20,6                                                                         |
| Alemanya                                                                     | 20,2                                                                         |
| Països Baixos                                                                | 19,9                                                                         |
| Àustria                                                                      | 19,5                                                                         |
| Suècia                                                                       | 17,9                                                                         |

Grècia és el principal consumidor per capita de formatge a nivell mundial amb 27,3 kg de mitjana (el feta representa les 3/4 parts d'aquest consum). França n'és el segon amb 24 kg per habitant, essent l'emmental -emprat majoritàriament com a ingredient de cuina- i el camembert els formatges més comuns en aquell país. Itàlia n'és el tercer major consumidor per persona amb 22,9 kg. Pel que fa als Estats Units, el consum de formatge s'ha triplicat gairebé entre el 1970 i el 2003: 14,1 kg per persona aquest darrer any. La mozzarella és el formatge favorit dels consumidors estatunidens i representa quasi un terç del consum d'aquell país a causa del fet que és un dels principals ingredients per a fer pizzes.

## Tradició formatgera a Catalunya
La falta d'una sòlida tradició ha provocat que ni Catalunya ni els seus formatges hagin gaudit del prestigi i del reconeixement que sí que tenen els elaborats en països com França, Itàlia, Suïssa o Anglaterra. Durant segles, l'elaboració de formatges es manté estretament vinculada a les poblacions rurals, on té un paper secundari en l'economia de subsistència. Pastors i pagesos en produeixen com a tècnica de conservació de la llet, especialment de cabra i ovella, i el destinen a l'autoconsum, l'intercanvi o la comercialització en mercats locals. L'evident manca d'arrelament no vol dir que el formatge hagi estat un gran desconegut en la història gastronòmica de Catalunya. De fet, se'n té constància culinària gràcies a les referències que guarden receptaris medievals com el Llibre de Sent Soví i el Libre de Coch de Rupert de Nola.
Cal tenir en compte que la gradual desaparició del pasturatge, causada per importants canvis en les estructures socioeconòmiques del país, la consegüent pèrdua de les races autòctones i, sobretot, l'oblit de la professió per part d'una administració preocupada a incentivar un model d'indústria allunyat del sistema artesà dels petits fabricants, van provocar un lent però constant degoteig que a punt va estar de dilapidar el patrimoni formatger català.
No és fins al principi del segle xx que la llet de vaca esdevé un aliment de consum majoritari i l'augment de la demanda en els grans centres urbans fa que comenci a aparèixer una incipient indústria làctica. És en aquesta època neixen dues empreses importants a la Seu d'Urgell: Cooperativa Cadí (1915) i el de Lleteries de la Seu d'Urgell (1923). Llavors es professionalitza el sector làctic, se substitueixen les races autòctones per vaques holandeses -molt més productives-, i es crea també una important indústria de derivats. Amb aquest auge, el formatge viu una revolució i popularització important però que en redueix la diversitat de manera dràstica. Es tracta de formatges elaborats principalment amb llet de vaca pasteuritzada, homogenis i força impersonals.
No és fins a la dècada dels vuitanta que els formatges catalans fan un salt qualitatiu amb l'aparició al llarg del territori d'un grup de petits productors, alguns d'ells ramaders i altres vinguts de les ciutats i sense experiència prèvia en la matèria -que es coneixen com a neorurals-, serà determinant per a la dinamització del sector i l'aparició en un futur immediat de nous i estimulants fabricants. Com a conseqüència d'aquest moviment es crea l'any 1983 l'Associació Catalana de Ramaders Elaboradors de Formatge Artesà (ACREFA).
Aquest grup d'emprenedors recuperen antics costums, velles fórmules i en definitiva el mètode tradicional d'elaboració, alhora que innoven a la recerca de productes més genuïns i personals. El resultat suposa una alenada d'aire fresc per al formatge català. Al costat de productes estàndards com l'Urgèlia, de llet de vaca pasteuritzada de les comarques de l'Alt Urgell i la Cerdanya i l'únic al país amb una denominació d'origen protegida pròpia, es recuperen formatges històrics i se'n creen de nous realment singulars, elaborats amb llet de cabra i ovella.
Un dels grans beneficiats d'aquest impuls va ser el gran formatge de la pagesia catalana, el serrat, tradicionalment elaborat amb llet d'ovella tot i que també en fan amb llet de cabra i fins i tot de vaca. Com ell, també reviu el formatge de tupí, que pren el nom del recipient on s'elabora. Fet a partir de formatge serrat fermentat, té una personalitat molt acusada, amb una aroma persistent i forta i que admet nombroses varietats segons la mena de licor que se li afegeixi.
Els formatges frescos són una de les famílies més diferencials de la cultura formatgera catalana. Sobretot els no salats. De tots, el principal és el mató, que originalment s'elaborava amb llet de cabra tot i que ara admet altres llets. És fresc, sense maduració, suau i cremós. Se'n troba arreu del territori. El mató i el recuit de drap són dues variants molt populars. El mató ha estat i és un producte molt conegut a la Catalunya central. Es té constància escrita del mató de Montserrat des de finals del segle xix, encara que el seu consum és molt anterior. El venien les pageses al petit mercat de Montserrat, quan la gent dels pobles van començar a fer-ne de la llet que els sobrava. Aquest producte ha esdevingut el popular mató que avui coneixem. El segon, cosí germà, és típic del Baix Empordà. Altres formatges frescos reconeguts són el recuit, fet amb llet d'ovella quallada, i el brossat o brull, extret del xerigot de formatges i originari dels Pirineus i les muntanyes altes del sud de Tarragona.
Al costat d'aquests formatges tradicionals, a principi dels vuitanta també van en aparèixer de nous que han esdevingut tota una referència. És el cas del clua, un formatge únic nascut de l'impuls d'uns inexperts fabricants arribats a la serra del Montsec. Fet amb llet de cabra, és sec, compacte i aromàtic. Una cosa similar va succeir també amb el garrotxa, un formatge de cabra que, pels mateixos volts, va fer ressuscitar l'antic formatge tendre de la comarca de la mà de joves vinguts de les ciutats. Destaca per la forma cilíndrica i plana, la cremositat i la pell florida.
També se n'elaboren d'altres seguint mètodes tradicionals o innovadors. Són formatges de drap, molts de frescos, de cabra i de vaca, similars als que s'elaboren als països mediterranis, altres de pasta tova amb escorça florida com el Serrat Gros o el Nevat o Petit Nevat, de pasta tova amb escorça rentada com el Tou dels Til·lers, tendres com el Urgèlia, del Cadí (de llet de vaca), semi-curats o curats (madurats) de vaca i els semi-curats o curats (madurats) d'ovella i de cabra com el Baridà o el Serrat del Triadó. Darrerament n'han proliferat de molt diversos, com els cada cop més populars macerats en oli i espècies, els formatges blaus i un llarguíssim, etcètera que no fa sinó demostrar la creixent tradició de Catalunya com a país de formatges.

## Marca Q

Logotip marca Q

Els formatges elaborats a Catalunya poden adherir-se al segell alimentari Marca Q de qualitat alimentària, certificació oficial atorgada pel Departament d'Agricultura, Ramaderia, Pesca i Alimentació de la Generalitat de Catalunya regulat per l'ordre d'11 de maig de 1992
Les tipologies de formatges que s'hi poden adherir són el formatge fresc salat, el formatge fresc sense sal, el formatge madurat de pasta premsada no cuita ja sigui amb ulls mecànics o bé sense ulls mecànics. Podent-se utilitzar les següents matèries primeres: llet de vaca pasteuritzada que ha de ser recollida diàriament, quall animal, ferments làctics, clorur de sodi, i llet en pols però només en els formatges frescos i amb un màxim del 2%.
Els formatges amb Marca Q es comercialitzen per peces senceres, que poden ser tallades en els establiments de venda. S'expedeixen amb el distintiu de la Marca Q i el nom de l'entitat de control.

## Aspectes culturals

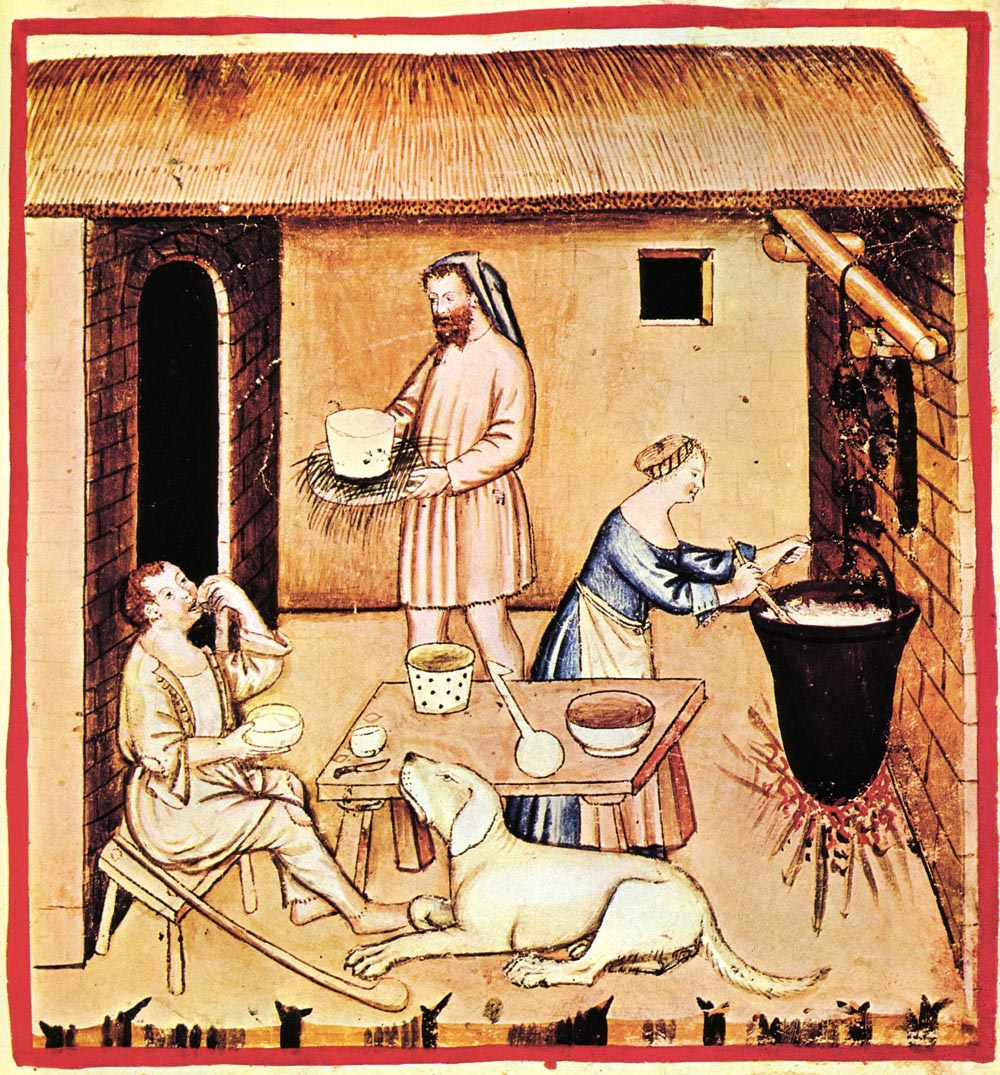
Il·lustració sobre el formatge al llibre àrab del Tacuinum Sanitatis.

Encara que el formatge és una font vital de nutrició en moltes regions del món i és àmpliament consumit en d'altres, el seu ús com a producte nutricional no és mundial. Així, per exemple, no té una presència significativa en la cuina de l'Extrem Orient ja sigui com a aliment diari o com a ingredient culinari. La raó d'això ha estat estudiada per l'antropologia cultural i, com reconeix l'antropòleg Marvin Harris, sembla tindre una causa genètica per la intolerància a la lactosa dels adults d'aquella part del planeta i que no afecta a les poblacions d'origen europeu: 
| « | La Xina no va acceptar mai els productes lactis. Els xinesos consideren que la llet és una secreció repugnant i que beure'n un got és com beure un got de saliva. Prop del 90% dels xinesos i dels pobles no ramaders de l'Àsia oriental no tenen prou lactosa com per digerir llet sense fermentar quan són adults. Tot i així, el fet que als xinesos no els agradi la llet no és simplement perquè els posa malalts. Si haguessin adoptat la producció de llet com una modalitat de producció d'aliments, els xinesos -igual que els habitants del sud d'Àsia podrien haver superat amb facilitat la seua insuficiència de lactosa consumint fermentats... La resposta es troba relacionada amb la diferència entre les limitacions i les oportunitats ecològiques dels hàbitats xinès i indi, i s'ha de donar en termes de selecció cultural i no pas de selecció natural… La Xina, per aconseguir els animals de tracció que necessitava, depenia del comerç amb els pastors de l'interior d'Àsia. Per aquesta raó, els agricultors xinesos no tenien motius per criar vaques en els seus pobles. Si no hi ha vaques, no hi pot haver llet ni una cuina basada en ella... A la Xina, els porcs ocupen el principal nínxol carronyaire… La carn i la cansalada de porc són a la cuina xinesa el que la llet i la mantega a l'Índia | » |

Malgrat això, a la Xina contemporània el consum de formatge està augmentant notablement, amb el doble de vendes el 2006 amb relació a les de 1996. Un aliment tradicional xinès semblant al formatge (tant pel que fa a la textura i a seua elaboració a partir de la llet de soia) és el tofu.
Pel que fa a les normes dietètiques més estrictes del judaisme i de l'islamisme, els seus fidels només poden consumir aquells formatges el quall dels quals provingui d'un animal matat d'acord amb els ritus jueus i musulmans. Tot i així, els jueus menys estrictes consideren que el procés al qual és sotmés el quall durant la seua preparació canvia de tal manera la seua natura que acaba sent compatible amb els principis del judaisme. De tota manera, el formatge és considerat un aliment primari i mai pot ésser consumit per un jueu combinat amb carn.
Pel que es refereix als vegetarians, aquests eviten també el consum de formatges fabricats a partir d'un quall d'origen animal. Per aquesta raó, existeix una àmplia varietat de formatges elaborats amb ferments d'origen no animal. Els vegans o vegetarians purs no consumeixen formatge real sinó productes semblants fabricats amb ingredients d'origen vegetal (normalment de soia)